# Anabathridae
Famille
Les Anabathridae sont une famille de mollusques gastéropodes de l'ordre des Littorinimorpha. 

## Liste des genres
Selon World Register of Marine Species (1 juin 2021) :
- genre Afriscrobs Ponder, 1983
- genre Amphithalamus Carpenter, 1864
- genre Anabathron Frauenfeld, 1867
- genre Badepigrus Iredale, 1955
- genre Microdryas Laseron, 1950
- genre Nodulus Monterosato, 1878
- genre Pisinna Monterosato, 1878
- genre Pseudestea Ponder, 1967